# Manuaku Waku
Felix Manuaku Waku, anche noto come Pépé Fely (o Felly) (...), è un chitarrista soukous della Repubblica Democratica del Congo.
È stato fra i fondatori del celebre gruppo musicale Zaïko Langa Langa, e il suo uso della chitarra elettrica solista è stato uno degli elementi che hanno contribuito a definire lo stile innovativo di questa formazione. Nel 1975, uscito dagli Zaiko Langa Langa, ha fondato un proprio gruppo, i Grand Zaiko Wa Wa.